# Žnjidarići
Žnjidarići (wł. Znidarici) – wieś w Chorwacji, w żupanii istryjskiej, w gminie Oprtalj. W 2011 roku liczyła 45 mieszkańców.